# 3-Faced
3-Faced är ett amerikanskt nu-metal/rock-band baserat i Texas, USA. Bandet består av Patrick Kennison, Jade Russell, Marty O'Brien och Duncan Black. 3-Face skapades av Patrick Kennison, som bland annat medverkat i sitt förra band Union Underground.
Bandet släppte EP:n Married to the Wreckage 2007, och har turnerat på olika konserter som förband.